# Crenidorsum ornatum
Crenidorsum ornatum là một loài côn trùng cánh nửa trong họ Aleyrodidae, phân họ Aleyrodinae.
Crenidorsum ornatum được Russell miêu tả khoa học đầu tiên năm 1945.